# Принцесса и воин
«Принцесса и воин» (нем. Der Krieger und die Kaiserin) — художественный фильм немецкого режиссёра Тома Тыквера, выпущенный в прокат в 2000 году.

## Сюжет
Бывший военный Бодо вынужден жить как придётся. Однажды после ограбления ему пришлось скрываться от погони, он на ходу цепляется к грузовику, чем отвлекает водителя от дороги. Грузовик сбивает Сисси. В создавшейся суете Бодо спасает жизнь Сисси, проводя интубацию трахеи. Когда она приходит в себя, ей кажется, что встреча не случайна. После излечения она находит Бодо, в надежде, что он её судьба. Однако он отвергает её.
Бодо и его брат в это время планируют ограбить банк. Полиция убивает брата Бодо, а жизнь самого Бодо оказывается в руках Сисси, случайно посетившей тот же самый банк.

## В ролях
| Актёр          | Роль        |
| -------------- | ----------- |
| Франка Потенте | Сисси       |
| Бенно Фюрман   | Бодо        |
| Йоахим Кроль   | Вальтер     |
| Марита Бройер  | Мать Сисси  |
| Юрген Таррак   | Шматт       |
| Ларс Рудольф   | Штайни      |
| Людгер Пистор  | Вернер Дурр |

## Оценки и критика
По воспоминаниям критика Андрея Плахова, «на ночном венецианском просмотре публика последние двадцать минут стонала и свистела от желания конца».